# Busulfan
Busulfan (łac. Busulfanum) – organiczny związek chemiczny z grupy sulfonianów. Jest cytostatykiem o działaniu alkilującym. Jest to lek niespecyficzny fazowo, chociaż największe hamowanie rozwoju komórki ma w metafazie.
Busulfan jest stosowany w chemioterapii nowotworów, głównie przewlekłej białaczki szpikowej.

## Przeciwwskazania i działania niepożądane
Przeciwwskazania: leukopenia poniżej 3×109, małopłytkowość poniżej 100×109.
Działania niepożądane: mielotoksyczność (leukopenia, małopłytkowość, niedokrwistość). Aplazja szpiku, nudności i wymioty. W przypadku długotrwałego podawania zwłóknienie płuc. Objawy zespołu Addisona: przebarwienia skóry, osłabienie. Zaćma, zahamowanie cyklu miesiączkowego, azoospermia, zanik jąder, działanie teratogenne.

## Preparaty handlowe
Myleran, tabl. 2 mg.